# Krok (pohyb koně)

Kráčející kůň

Krok je nejpřirozenějším chodem koně. Průměrná rychlost je 6–8 km/h.

## Popis chodu
Je to čtyřfázový chod, nohosled končetin je následující: pravá zadní – pravá přední – levá zadní – levá přední.
Rozlišujeme:
1. Volný krok – kůň jde s uvolněnou hlavou, bez kontaktu s otěží. Umožňuje mu pohodlně a nerušeně kráčet vlastním tempem, je pro něj pohodlný. Toho jezdec využívá při tzv. krokování, tedy uvolňování koně před jízdárenskou nebo terénní prací.
2. Střední krok – kůň jde s kontaktem otěže (na otěži), zadní nohy předšlapují přední o jednu stopu. Končetiny při posunu opisují ve vzduchu větší oblouk.
3. Prodloužený krok: Kůň jde na otěži, nohy se při posunu hodně zvedají a dopadají minimálně dvě stopy před přední. Zabírají tak maximum prostoru. Prodloužený krok je nejrychlejším a nejaktivnějím „typem“ kroku.
4. Shromážděný krok: Kůň je na otěži, nohy kůň zvedá stejně vysoko jako u prodlouženého kroku, ale délka kroku je menší.
5. Mimochod: Kůň jde krokem, ve kterém se současně posunují stejnostranné končetiny.

## Sed v kroku
1. Plný sed – jezdec musí sedět v sedle uvolněně a nerušit pohyb koně, jedině tak docílí správného sedu. Sedí na obou sedacích a stydké kosti. Páteř udržuje kolmo k zemi, nesmí prohýbat bedra dopředu. Ramena jsou vzad a dole, v přirozené poloze. Hlavu drží zpříma, nesmí se koukat pod nohy koně. Otěž drží „jako ucho od půllitru“, ale jen za ukazováček, prostředníček a prsteníček. Malíček je pod otěží a palec opřený o otěž na ukazováčku. S hubou koně jezdec udržuje lehký kontakt, loketní kost, malíček a otěž jsou v jedné přímce. Loket je zhruba pod bradou, tedy malinko předsunutý. Pata jezdce je pod hýžděmi, noha se nesmí posunovat moc dopředu. Pata musí být prošlápnutá a lehce vytočená ven od koně a špičky ke koni. Třmen je našlápnutý v nejširším místě chodidla.
2. Stehenní sed – někdy se mu říká také lehký, honební. Jezdec se z plného sedu lehce zvedne ve třmenech, mírně se předkloní a jeho těžiště splyne s těžištěm koně. Lýtka se nesmí posunovat dozadu, váha jezdce prošlapuje paty. Otěže mohou být zkráceny. Jezdec se dívá dopředu.

Všichni začáteční jezdci se nejdříve učí jezdit krokem. Je důležité získat jistotu v sedle a udržet rovnováhu, správný plný i stehenní sed. Když tohle jezdec zvládá, může začít postupně klusat, cválat či přejít s koněm do trysku.